# Dimitri Antonissen
Dimitri Antonissen (Schoten, 11 november 1974) is een Belgisch journalist en hoofdredacteur van HLN/Het Laatste Nieuws..

## Levensloop
Antonissen studeerde geschiedenis aan de Universiteit Antwerpen en de Universiteit Gent. Hij begon eind 1999 als freelancer bij De Nieuwe Gazet, waar hij nadien vast werd aangenomen. In 2005 stapte hij over naar Het Laatste Nieuws. Hij werd bij deze krant enkele jaren later chef nieuws en in mei 2014 werd hij aangesteld als adjunct-hoofdredacteur. In 2016 stroomde hij door tot hoofdredacteur – een functie die hij uitoefende in tandem met Wim Verhoeven – onder algemeen hoofdredacteur Isabel Albers (vanaf juni 2016). In oktober 2016 werd de hoofdredactie van deze krant herschikt en werd Frank Depoorter medehoofdredacteur. Sinds 2023 is enkel Dimitri Antonissen hoofdredacteur.
Daarnaast is hij stiftdichter. In 2010 verscheen zijn bundel Schrap me bij uitgeverij Wintertuin. In 2023 verscheen een tweede bundel Stiftgedichten bij Poëziecentrum.